# 1927년 튀르키예 총선

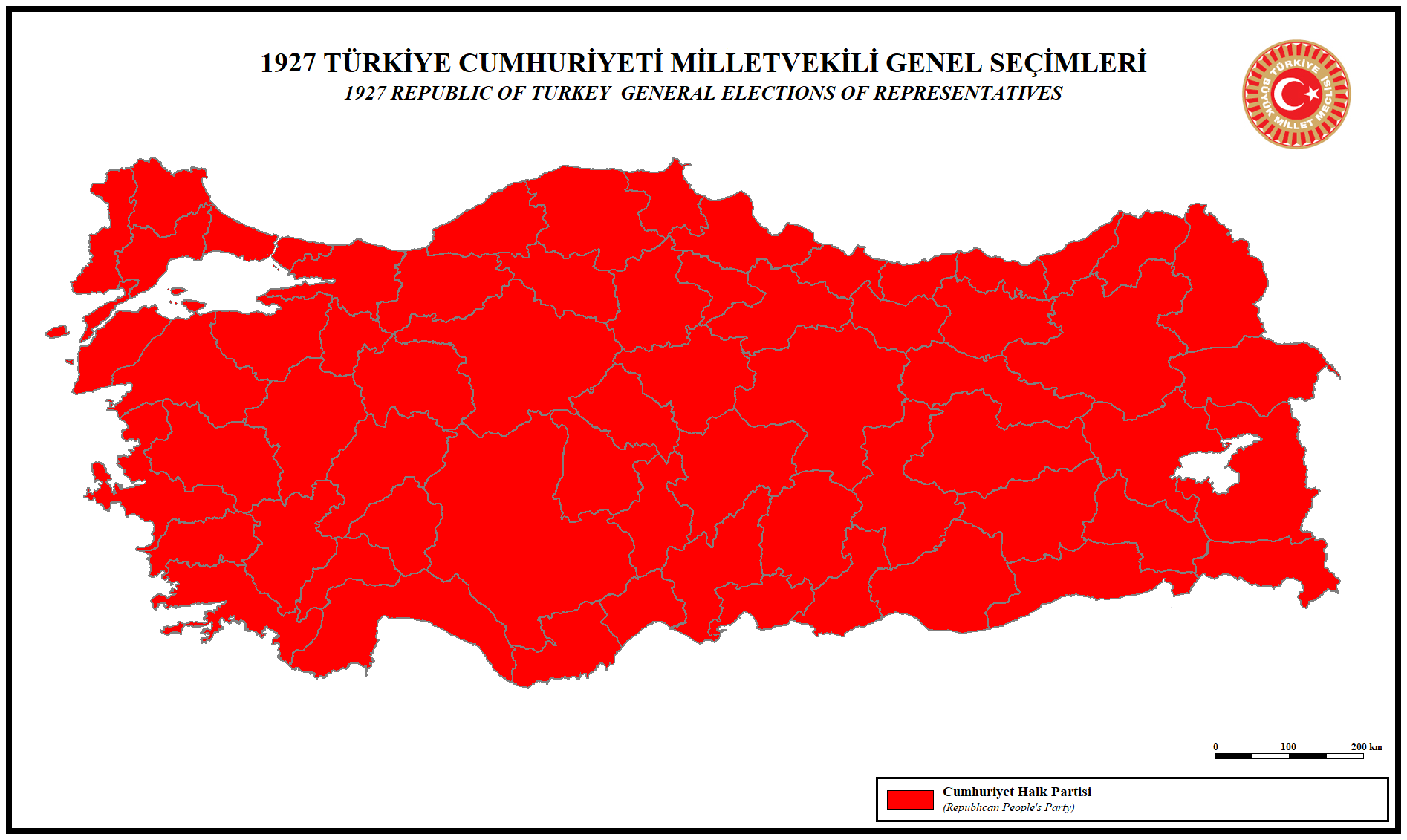

1927년 튀르키예 총선은 1927년 7월 20일 튀르키예 전역에서 시행됐다. 1924년에 설립됐던 진보공화당이 다음 해에 해산되면서, 1927년 총선에서는 공화인민당만 국내 유일당으로 선거에 출마하게 되었다. 총선에서 공화인민당은 이전 선거의 333석에서 2석 증가한 335석을 차지했다.

## 선거 제도
1927년 튀르키예 총선은 1908년 제정된 오스만 제국 선거법에 따라 치러졌다. 오스만 제국 선거법에서는 선거를 두 단계 절차로 시행토록 했고, 1927년 총선도 그에 따라 이루어지게 되었다. 1단계에서는 유권자들이 2차 선거인 (한번은 한 선거구에서 처음 750인을, 그 다음부터는 매 500인씩)을 뽑았다. 2단계에서는 2차 선거인들이 하원의원을 뽑았다.